# Francesco Pasquale Ricci
Francesco Pasquale Ricci (* 17. Mai 1732 in Como; † 7. November 1817 in Loveno di Menaggio) war ein italienischer Komponist.

## Leben
Nach einem Musikstudium in Mailand wurde er Mitglied des Franziskanerordens und trug den Titel Abbate. Obwohl er 1759 zum Maestro di cappella des Doms von Como ernannt wurde, konnte er in den folgenden Jahren häufige Reisen unternehmen, die ihn nach Paris, London und Den Haag führten. Hier trat er 1766–1780 in Konzerten auf und veröffentlichte Symphonien, Streichtrios, Quartette und Klaviersonaten, die auch in Amsterdam, Paris und London veröffentlicht wurden. 1788 erschien in Paris eine Méthode pour le forte-piano, die auf ein Konservatorium in Neapel zugeschnitten war. In dieser Klaviermethode erscheint der Name von Johann Christian Bach (1735–1782), was auf eine Zusammenarbeit der beiden Komponisten hindeutet. Es ist möglich, dass sich die zwei Musiker in Mailand kennengelernt haben und ihre Freundschaft in London fortgesetzt haben. Später kehrte Ricci in seine Vaterstadt Como zurück, nahm seine Stelle als Kapellmeister am Dom wieder auf und soll sie bis gegen Ende des 18. Jahrhunderts innegehabt haben. Seine Instrumentalwerke waren in der zweiten Hälfte des 18. Jahrhunderts weit verbreitet und sind anscheinend sogar in den USA bekannt geworden. Leopold Mozart bezeichnete Ricci in einem Brief vom 11. Februar 1778 als „Halbkomponisten“ und „Schmierer“, was aber nichts über dessen Beliebtheit aussagt.

## Werke

### Orchesterwerke
- 3 Sinfonien für Streicher, zwei Oboen und zwei Hörner, op. 1 (Den Haag um 1765; auch einzeln publiziert)
- 6 Sinfonien für Streicher, zwei Oboen und zwei Hörner, op. 2 (Amsterdam um 1767)
- 3 Symphonies concertantes, op. 9 (Den Haag, London und Paris um 1775)
- Flötenkonzert
- Cellokonzert

### Kammermusik
- 6 Trios für zwei Violinen und Violoncello op. 3 (Amsterdam um 1765)
- 6 Trios für Violine, Viola und Violoncello op. 10 (Den Haag um 1775)
- 6 Sonaten für Cembalo, Violine und Violoncello op. 4 (London um 1768)
- 6 Sonaten für Cembalo und Violine op. 6 (Den Haag, um 1770)
- 6 Quintette für verschiedene Holzblasinstrumente und Streicher (Nr. 5 mit Cembalo) op. 5 (London um 1768)
- 6 Streichquartette op. 8 (Den Haag um 1733)
- Divertimento für Cembalo und Violine (Den Haag um 1770)
- Minuetti ballabili e Notturni für 2 Violinen und Basso continuo (Den Haag um 1775)
- weitere Werke

### Vokalwerke
- Isacco figura del redentore, Oratorium (1762)[1]
- Dies irae für 4 Stimmen und Orchester op. 7 (Den Haag um 1773)
- Recordare (London um 1806 in C. La Trobe in Selection of Sacred Music, ii)
- Messe in g (London 1792 in S. Webbe: A Collection of Masses; auch London 1811 in Sacred Music)
- 6 Arietten für zwei Stimmen und Basso continuo (Den Haag um 1777)
- Canzone buffa (erwähnt von Gerber)
- Messe (zweifelhaft)
- weitere geistliche Werke

### Lehrwerke
- [Méthode ou] Recueil de connoissances elementaires pour le forte-piano ou clavecin (Paris um 1788/R1973)
- Aux plus heureux jeux harmoniques pour composer des menuets ou des contredanses (erwähnt von Gerber)